# Tricyphona insulana
Tricyphona (Tricyphona) insulana là một loài ruồi trong họ Pediciidae. Chúng phân bố ở vùng sinh thái Palearctic.